# Grammy Award alla miglior registrazione dance
Il Grammy Award alla miglior registrazione di musica dance (Grammy Award for Best Dance/Electronic Recording) è un riconoscimento assegnato in occasione dei Grammy Awards, una cerimonia che è stata fondata nel 1958 ed era originariamente chiamata Gramophone Awards per premiare gli artisti per produzioni che risaltano per una qualità vocale nella musica dance.
Il premio viene riconosciuto ad un cantante solista, ad un duo, gruppo o performance collaborativa (vocale o strumentale) ed è limitato a singoli o tracce soltanto. Tra i destinatari del premio sono spesso stati inclusi produttori, ingegneri, tecnici o mixers associati con la traccia candidata o in aggiunta all'artista che ha registrato la canzone.

## Storia
Nonostante non fosse stata la prima a proporre che il genere dance fosse ufficialmente riconosciuto, Ellyn Harris e la sua Committee for the Advancement of Dance Music (il Comitato per la Promozione della Musica Dance) fecero pressione per più di due anni sulla National Academy of Recordings Arts & Sciences affinché riconoscessero la musica Dance.
Alcuni membri discutevano il fatto che la musica Dance, con il suo uso massiccio di fusione di differenti livelli di voce e musica, di mixaggio, e la sua "mancanza di versi e melodie" sarebbe potuta essere considerata vera musica. Altri membri invece si chiedevano se il genere dance avrebbe saputo mantenere nel tempo popolarità, temendo capitasse la stessa situazione che si era creata con il Grammy Award alla miglior registrazione Disco, il quale, introdotto nel 1980, era stato sospeso dall'anno seguente.
Nel 1998, lo sforzo della Harris fu premiato: l'Academy presentò per la prima volta il premio alla quarantesima edizione dei Grammy Awards, consegnando il riconoscimento a Donna Summer e Giorgio Moroder, per la canzone Carry On.
Dal 2003 al riconoscimento è stata assegnata una nuova categoria, spostandosi dal campo "Pop", a quello "Dance" il quale contiene ora anche il premio al Miglior Album Dance/Elettronico.

## Vincitori e candidati

### Anni 1990
- 1998[3]

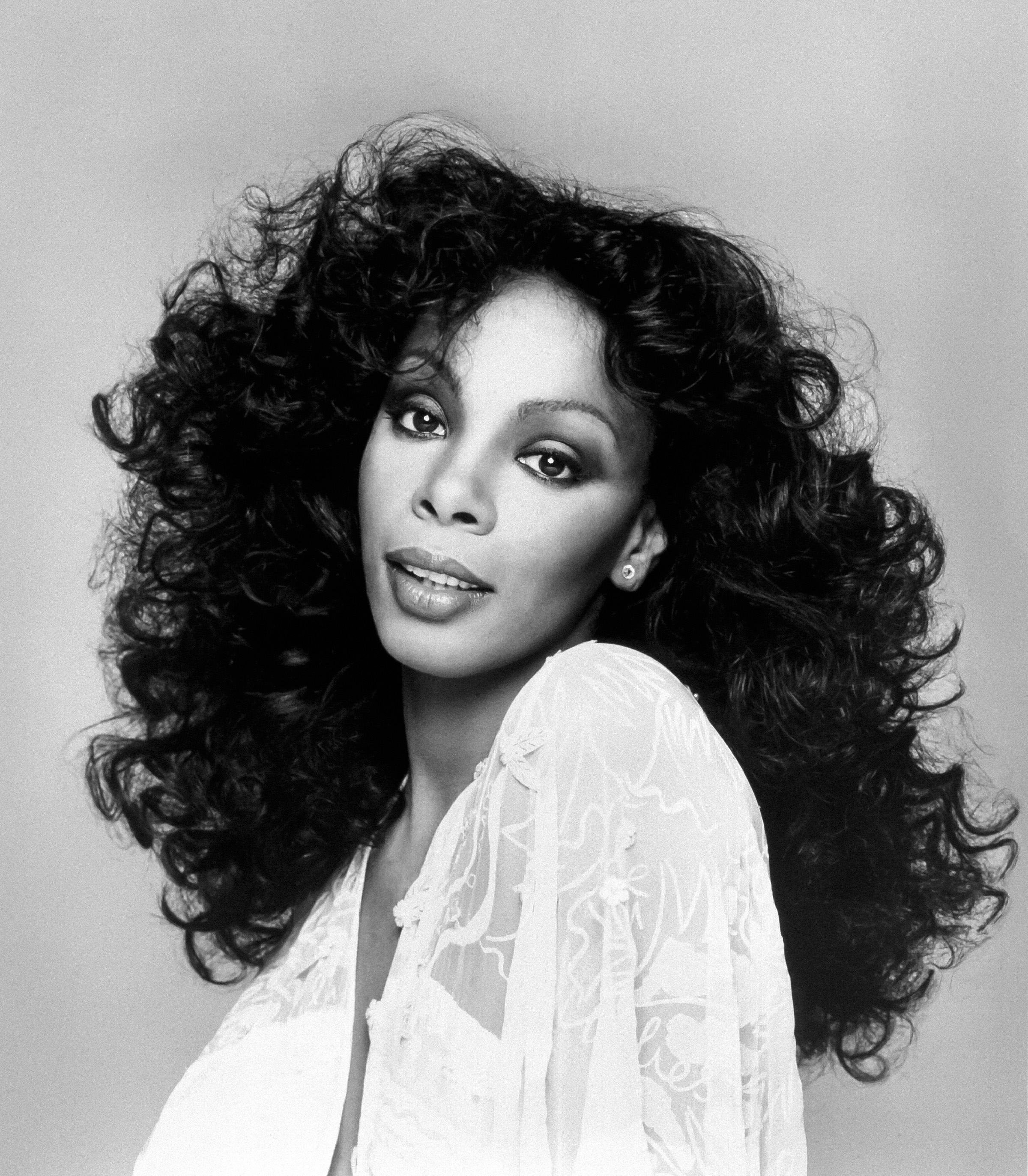
Donna Summer, assieme a Giorgio Moroder, è stata la prima vincitrice nella categoria con Carry On.

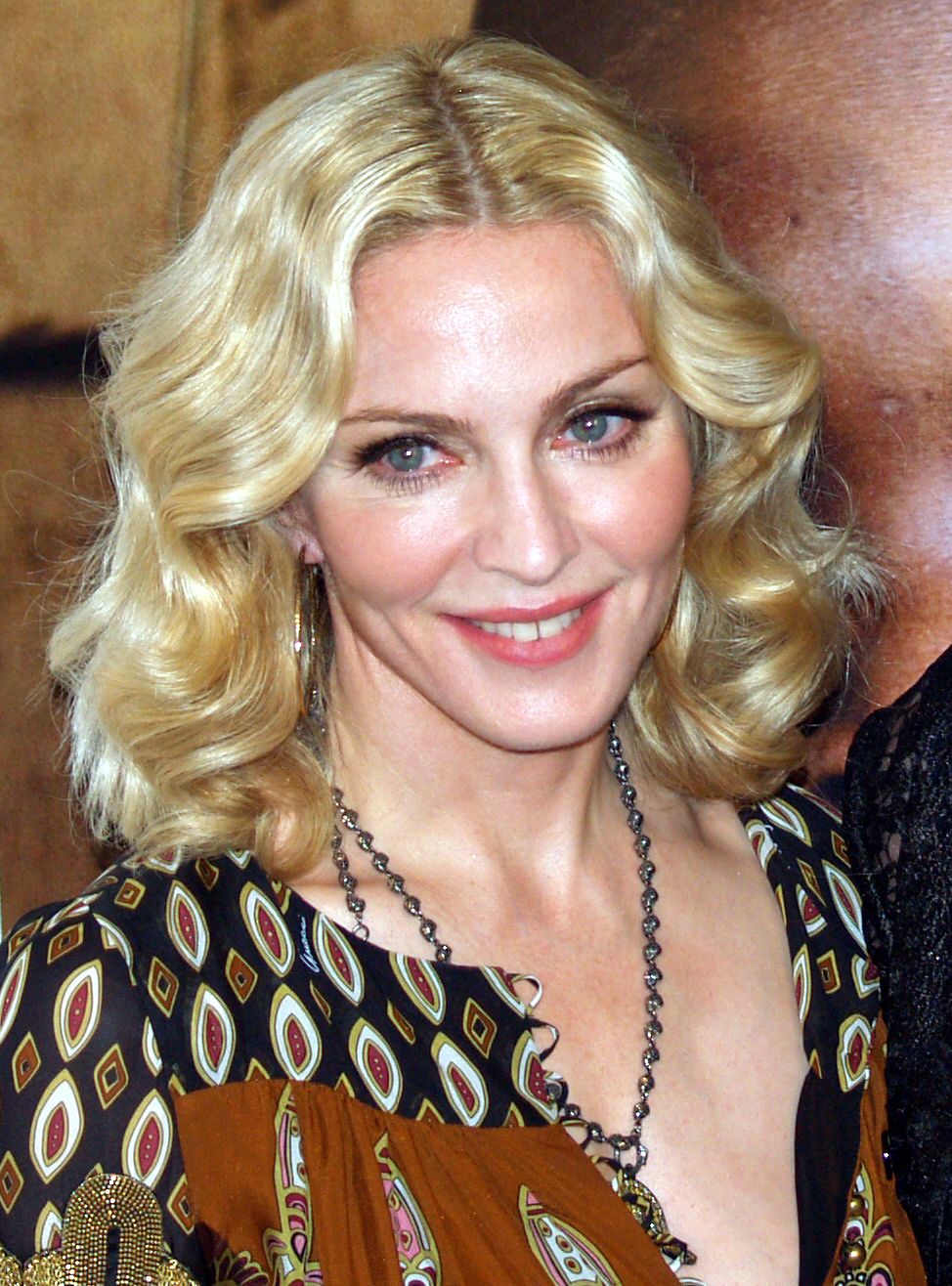
Madonna, vincitrice nel 1999, ha ricevuto un totale di cinque candidature in questa categoria.

  - Carry On - Donna Summer e Giorgio Moroder
  - Da Funk - Daft Punk
  - Ooh Aah... Just a Little Bit - Gina G
  - To Step Aside - Pet Shop Boys
  - Space Jam - Quad City DJ's
- 1999
  - Ray of Light - Madonna
  - When Will You Learn - Boy George
  - Around the World - Daft Punk
  - Heaven's What I Feel - Gloria Estefan
  - Disco Inferno - Cyndi Lauper

### Anni 2000
- 2000
  - Believe - Cher

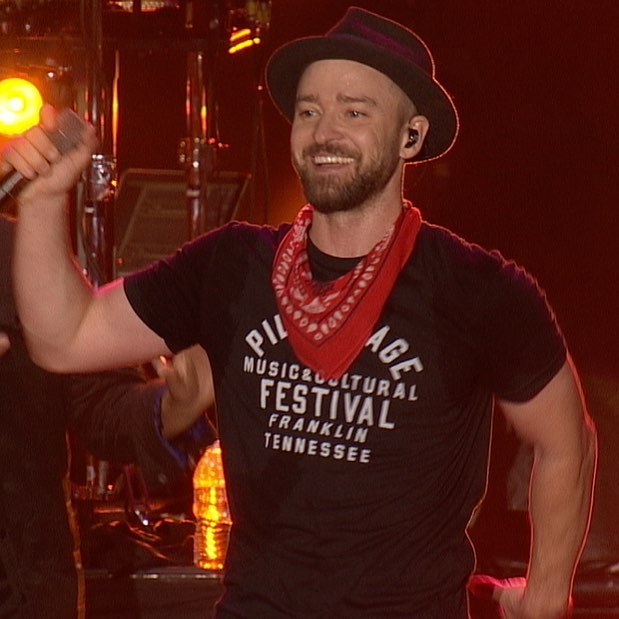
Justin Timberlake ha vinto 2 volte in questa categoria: nel 2007 e nel 2008.

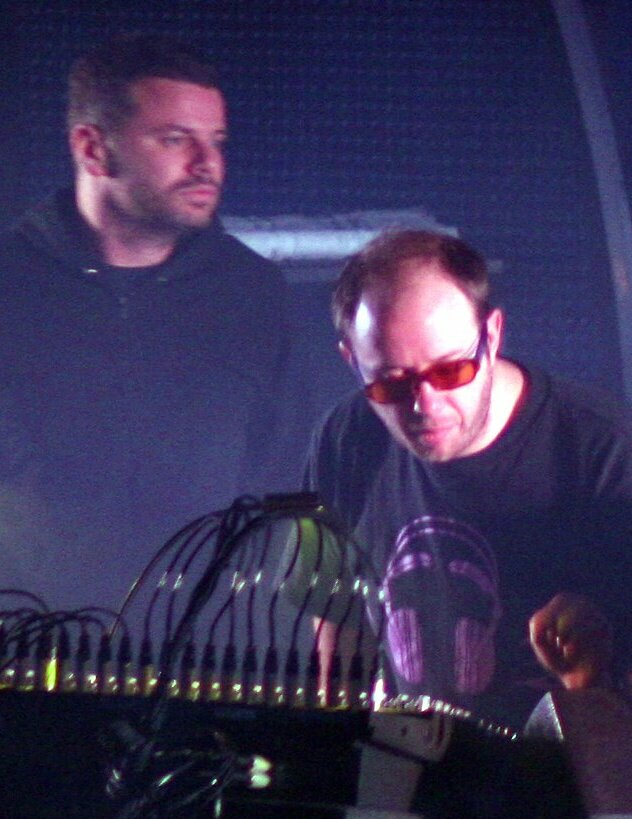
Il duo The Chemical Brothers ha vinto 2 volte in questa categoria su cinque candidature.

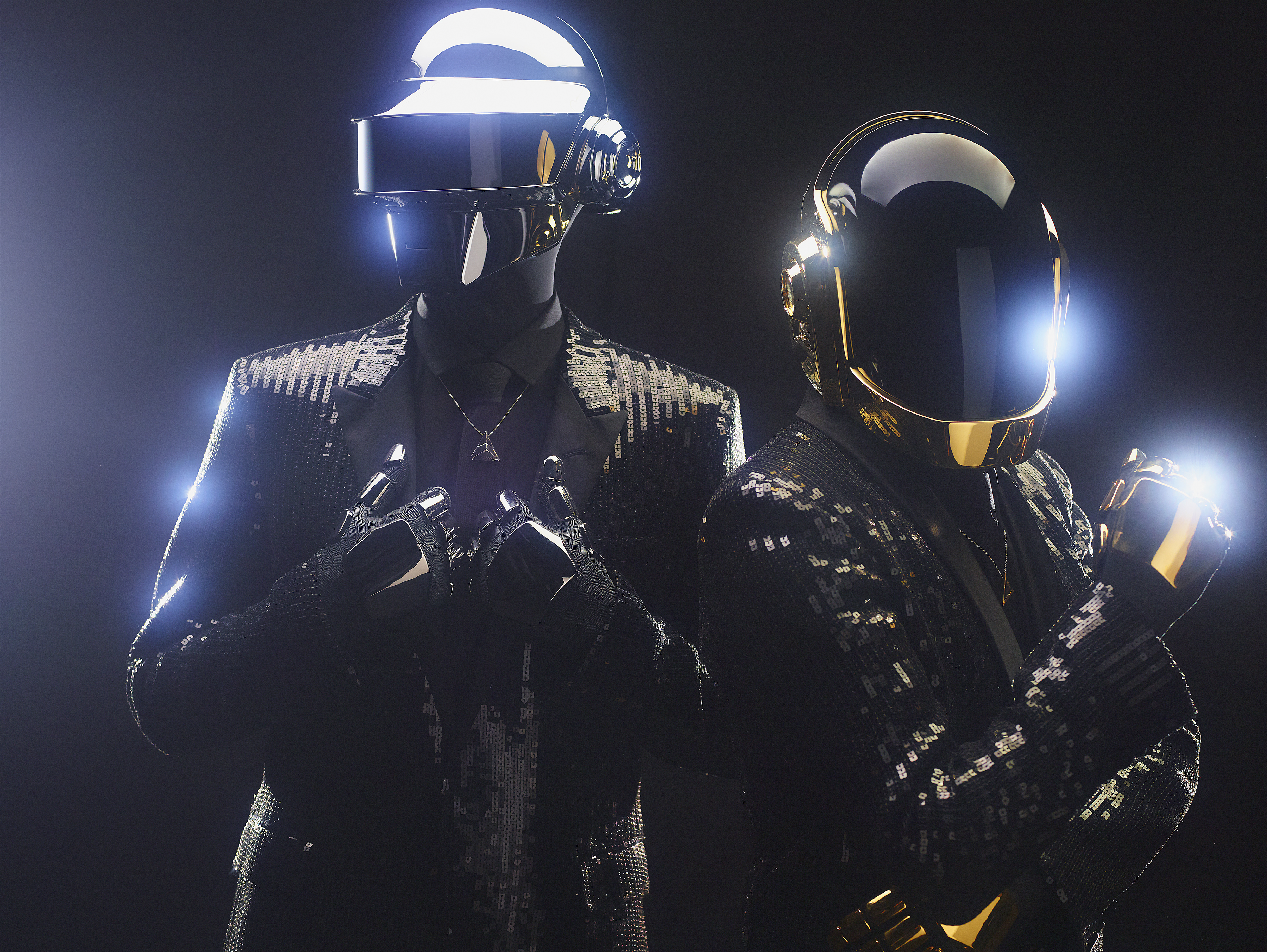
I Daft Punk, vincitori nel 2009, hanno ricevuto un totale 4 candidature in questa categoria.

  - Don't Let This Moment End - Gloria Estefan
  - Praise You - Fatboy Slim
  - Waiting for Tonight - Jennifer Lopez
  - I Will Go with You (Con te partirò) - Donna Summer
- 2001
  - Who Let the Dogs Out? - Baha Men
  - Blue (Da Ba Dee) - Eiffel 65
  - Be with You - Enrique Iglesias
  - Let's Get Loud - Jennifer Lopez
  - Natural Blues - Moby
- 2002
  - All for You - Janet Jackson
  - One More Time - Daft Punk e Romanthony
  - I Feel Loved - Depeche Mode
  - Out of Nowhere - Gloria Estefan
  - Angel - Lionel Richie
- 2003
  - Days Go By - Dirty Vegas
  - Gotta Get Thru This - Daniel Bedingfield
  - Superstylin - Groove Armada
  - Love at First Sight - Kylie Minogue
  - Hella Good - No Doubt
- 2004
  - Come into My World - Kylie Minogue
  - Love One Another - Cher
  - Easy - Groove Armada
  - Die Another Day - Madonna
  - Breathe - Télépopmusik
- 2005
  - Toxic - Britney Spears
  - Good Luck - Basement Jaxx e Lisa Kekaula
  - Slow - Kylie Minogue
  - Comfortably Numb - Scissor Sisters
  - Get Yourself High - The Chemical Brothers
- 2006
  - Galvanize - The Chemical Brothers e Q-Tip
  - Say Hello - Deep Dish
  - Wonderful Night - Fatboy Slim e Lateef
  - Daft Punk Is Playing at My House - LCD Soundsystem
  - I Believe in You - Kylie Minogue
  - Guilt Is a Useless Emotion - New Order
- 2007
  - SexyBack - Justin Timberlake e Timbaland
  - Suffer Well - Depeche Mode
  - Ooh La La - Goldfrapp
  - Get Together - Madonna
  - I'm with Stupid - Pet Shop Boys
- 2008
  - LoveStoned/I Think She Knows - Justin Timberlake
  - D.A.N.C.E. - Justice
  - Love Today - Mika
  - Don't Stop the Music - Rihanna
  - Do It Again - The Chemical Brothers
- 2009
  - Harder, Better, Faster, Stronger (Alive 2007) - Daft Punk
  - Ready for the Floor - Hot Chip
  - Just Dance - Lady Gaga e Colby O'Donis
  - Give It 2 Me - Madonna
  - Disturbia - Rihanna
  - Black and Gold - Sam Sparro

### Anni 2010
- 2010
  - Poker Face - Lady Gaga

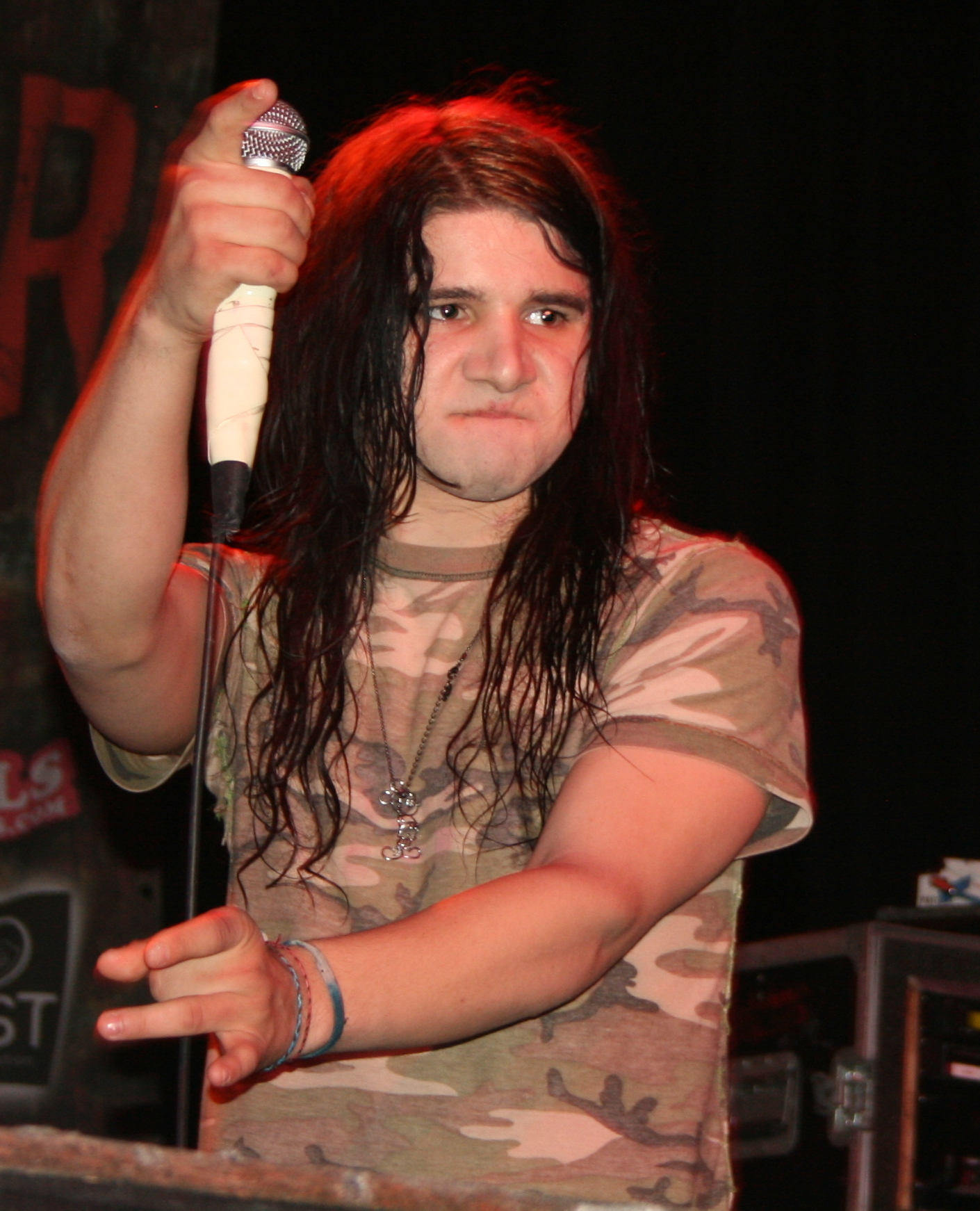
Skrillex ha vinto 4 volte in questa categoria: nel 2012, nel 2013, nel 2016 e nel 2024, divenendo l'artista più premiato.

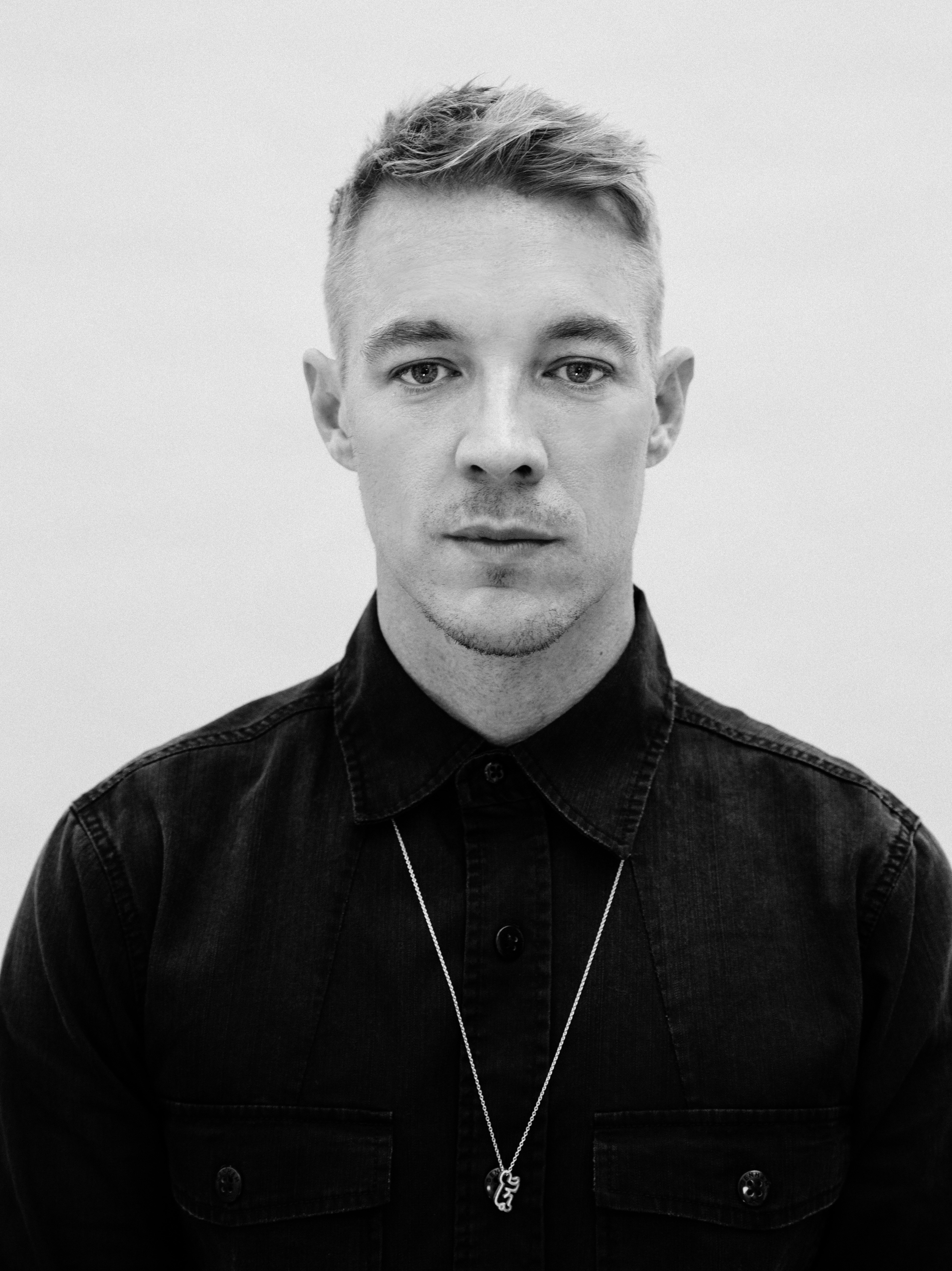
Diplo ha vinto 2 volte in questa categoria su quattro candidature.

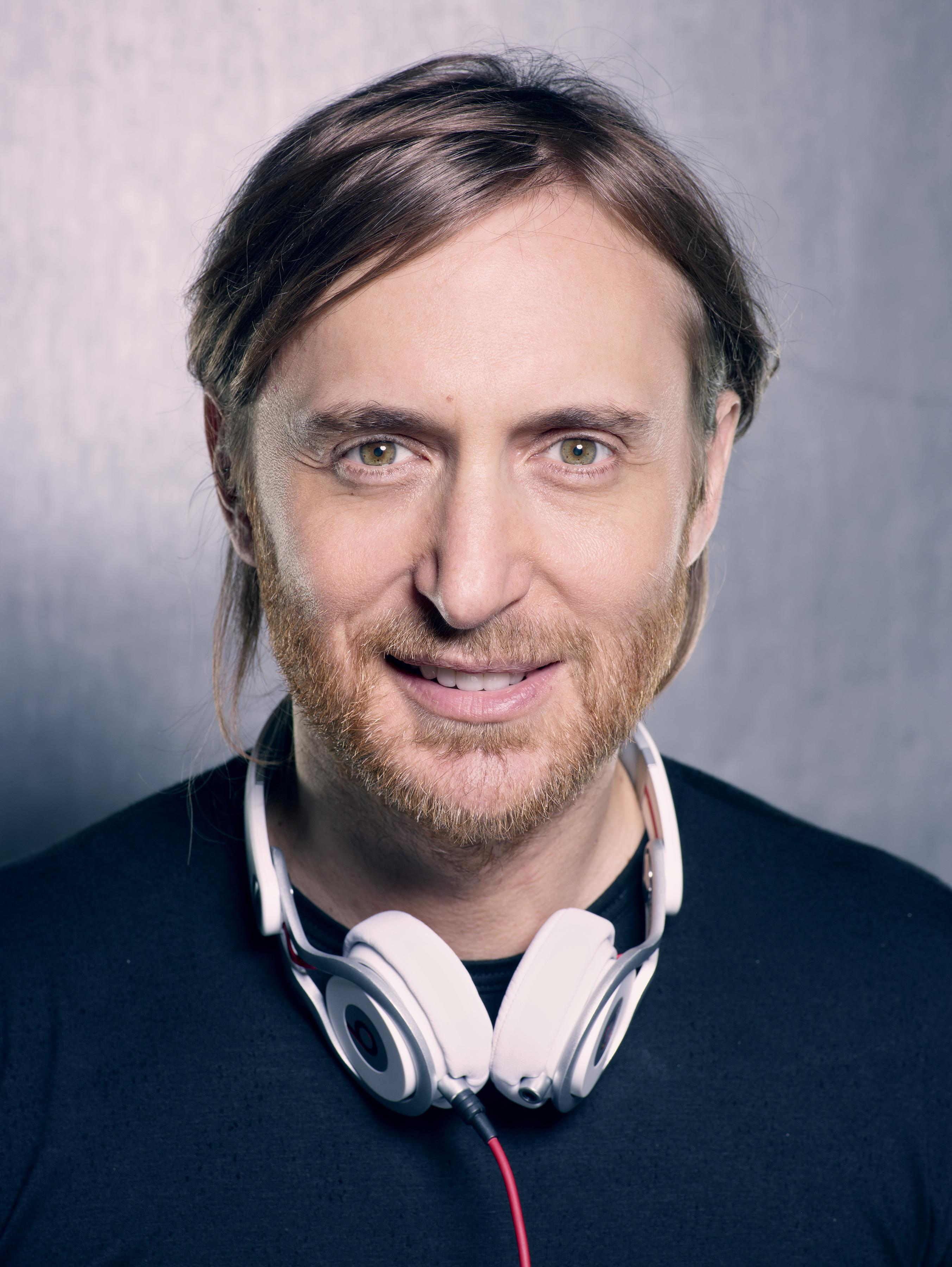
David Guetta ha ricevuto cinque candidature nella cantegoria.

  - When Love Takes Over - David Guetta e Kelly Rowland
  - Celebration - Madonna
  - Womanizer - Britney Spears
  - Boom Boom Pow - The Black Eyed Peas
- 2011
  - Only Girl (in the World) - Rihanna
  - Rocket - Goldfrapp
  - In for the Kill - La Roux
  - Dance in the Dark - Lady Gaga
  - Dancing on My Own - Robyn
- 2012[4]
  - Scary Monsters and Nice Sprites - Skrillex
  - Raise Your Weapon - deadmau5 e Greta Svabo Bech
  - Barbra Streisand - Duck Sauce
  - Sunshine - David Guetta e Avicii
  - Call Your Girlfriend - Robyn
  - Save the World - Swedish House Mafia
- 2013[4]
  - Bangarang - Skrillex e Sirah
  - Levels - Avicii
  - Let's Go - Calvin Harris feat. Ne-Yo
  - Don't You Worry Child - Swedish House Mafia feat. John Martin
  - I Can't Live Without You - Al Walser
- 2014
  - Clarity - Zedd feat. Foxes
  - Need U (100%) - Duke Dumont feat. A*M*E and MNEK
  - Sweet Nothing - Calvin Harris feat. Florence Welch
  - Atmosphere - Kaskade
  - This Is What It Feels Like - Armin Van Buuren feat. Trevor Guthrie
- 2015
  - Rather Be - Clean Bandit feat. Jess Glynne
  - Never Say Never - Basement Jaxx
  - F for You - Disclosure feat. Mary J. Blige
  - I Got U - Duke Dumont feat. Jax Jones
  - Faded - Zhu
- 2016
  - Where Are Ü Now - Skrillex e Diplo feat. Justin Bieber[4]
  - We're All We Need - Above & Beyond feat. Zoë Johnston
  - Go - The Chemical Brothers
  - Never Catch Me - Flying Lotus feat. Kendrick Lamar
  - Runaway (U & I) - Galantis
- 2017[5]
  - Don't Let Me Down - The Chainsmokers feat. Daya
  - Tearing Me Up - Bob Moses
  - Never Be Like You - Flume feat. Kai
  - Rinse & Repeat - Riton feat. Kah-Lo
  - Drinkee - Sofi Tukker
- 2018[6]
  - Tonite - LCD Soundsystem
  - Bambro Koyo Ganda - Bonobo feat. Innov Gnawa
  - Cola - Camelphat & Elderbrook
  - Andromeda - Gorillaz feat. DRAM
  - Line of Sight - Odesza feat. WYNNE & Mansionair
- 2019[7]
  - Electricity - Silk City e Dua Lipa feat. Mark Ronson e Diplo
  - Northern Soul - Above & Beyond feat. Richard Bedford
  - Ultimate - Disclosure feat. Fatoumata Diawara
  - Losing It - Fisher
  - Ghost Voices - Virtual Self

### Anni 2020
- 2020[8][9][10]

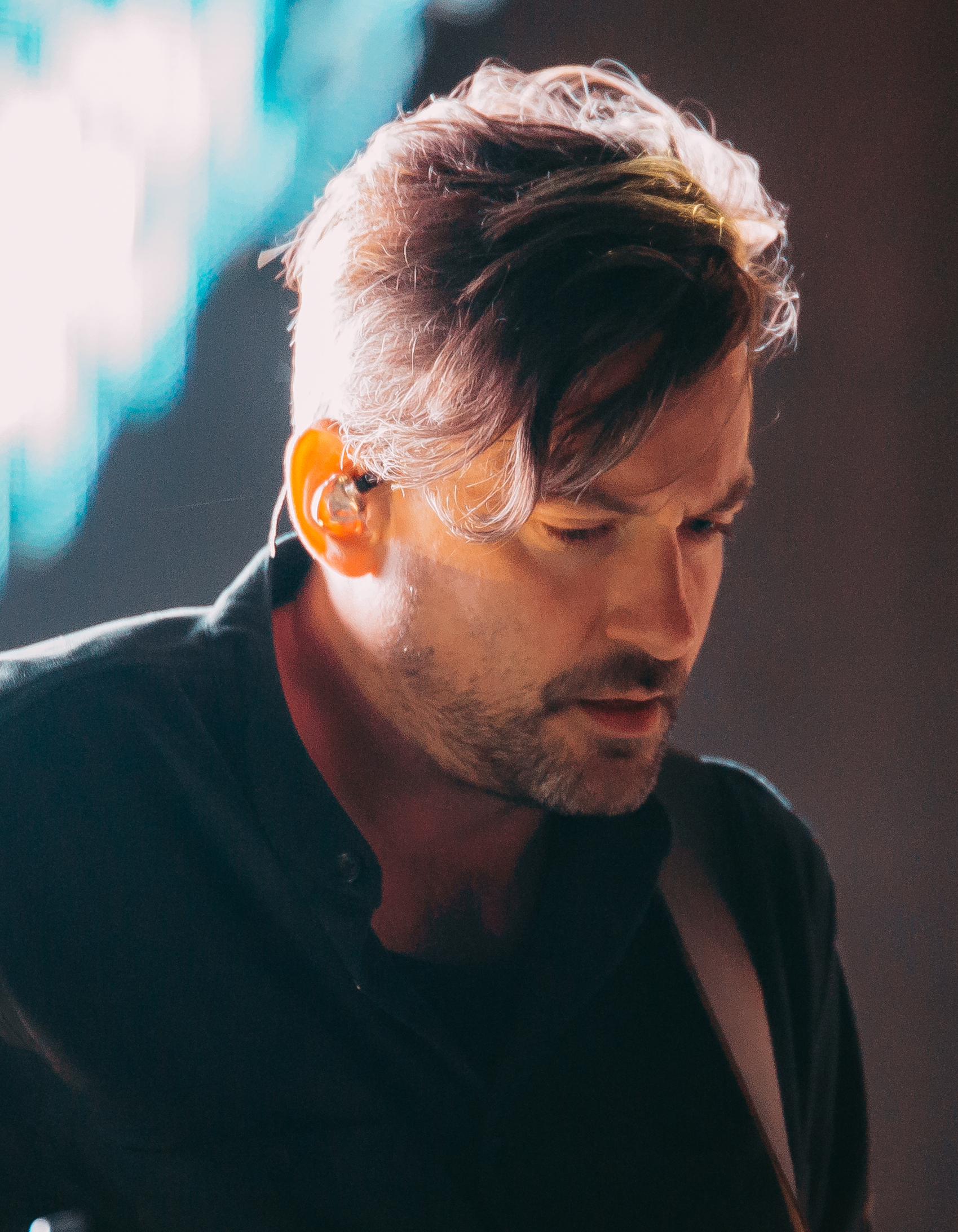
Bonobo è stato candidato, in questa categoria, 5 volte.

  - Got to Keep On - The Chemical Brothers
  - Linked - Bonobo
  - Piece of Your Heart - Meduza feat. Goodboys
  - Underwater - Rüfüs Du Sol
  - Midnight Hour - Skrillex e Boys Noize feat. Ty Dolla $ign
- 2021[11]
  - 10% - Kaytranada feat. Kali Uchis
  - On My Mind - Diplo e Sidepiece
  - My High - Disclosure feat. Aminé & Slowthai
  - The Difference - Flume feat. Toro y Moi
  - Both of Us - Jayda G
- 2022[12]
  - Alive - Rüfüs Du Sol
  - Hero - Afrojack e David Guetta
  - Loom - Ólafur Arnalds feat. Bonobo
  - Before - James Blake
  - Heartbreak - Bonobo e Totally Enormous Extinct Dinosaurs
  - You Can Do It - Caribou
  - The Business - Tiësto
- 2023[13]
  - Break My Soul - Beyoncé
  - Rosewood - Bonobo
  - Loom - Diplo e Miguel
  - I'm Good (Blue) - David Guetta e Bebe Rexha
  - Heartbreak - Kaytranada feat. H.E.R.
  - On My Knees - Rüfüs Du Sol
- 2024[14][15]
  - Rumble – Skrillex, Fred again.. e Flowdan; Fred again.. e Skrillex, produttori; Skrillex, mixer
  - Blackbox Life Recorder 21F – Aphex Twin; Richard D James, producer; Richard D James, mixer
  - Loading – James Blake; James Blake e Dom Maker, produttori; James Blake, mixer
  - Higher Than Ever Before – Disclosure; Cirkut, Guy Lawrence e Howard Lawrence, produttori; Guy Lawrence, mixer
  - Strong – Romy e Fred again..; Fred again.., Stuart Price e Romy, produttori; Fred again.. e Stuart Price, mixers

- 2025[16]
  - Neverender – Justice e Tame Impala; Gaspard Augé e Xavier De Rosnay, produttori; Gaspard Augé, Xavier De Rosnay, Damien Quintard e Vincent Taurelle, mixers
  - She's Gone, Dance On – Disclosure; Guy Lawrence e Howard Lawrence, produttori; Guy Lawrence, mixer
  - Loved – Four Tet; Kieran Hebden, produttore; Kieran Hebden, mixer
  - Leave Me Alone – Fred Again e Baby Keem; Boo, Fred Again.., Alex Gibson, Kieran Hebden, LOOSE, Skrillex e Sid Stone, produttori; Fred Again.. e Jay Reynolds, mixers
  - Witchy – Kaytranada e Childish Gambino; Lauren D'Elia e KAYTRANADA, produttori; Neal H Pogue, mixer